# پادشاه ایتالیا

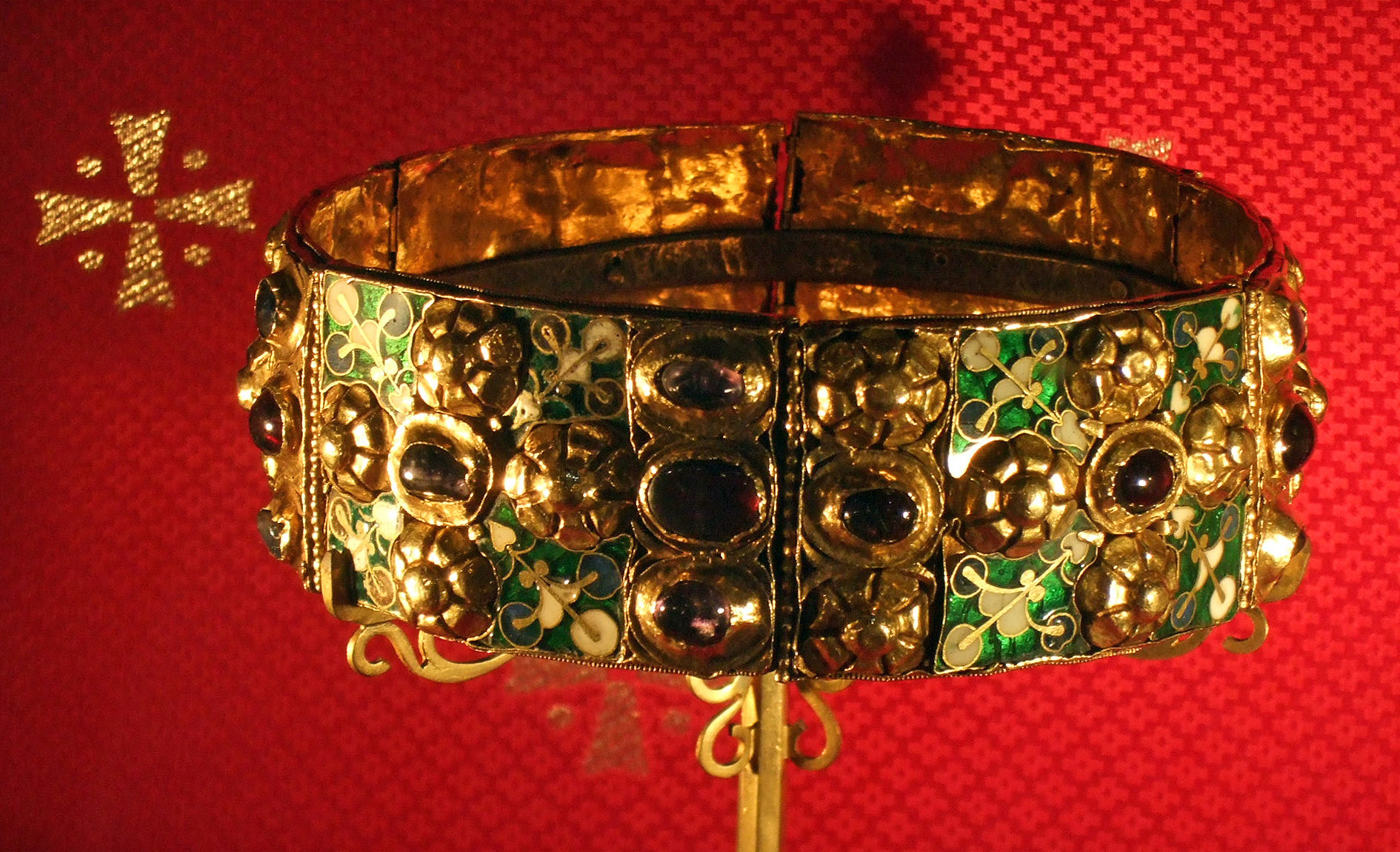
تاج آهنین لومباردی، این تاج از زمان لومبارد تا قرن ۱۹ در مراسم‌های تاجگذاری استفاده می‌شد.

پادشاه ایتالیا (rex Italiae در لاتین و re d'Italia در ایتالیایی) عنوانی است که توسطِ بسیاری از حاکمان شبه جزیره ایتالیا و پس از سقوط امپراتوری روم بکار برده شده‌است. به‌هرحال از قرن ششم میلادی به بعد، هیچیک از پادشاهان ایتالیا بر تمام شبه جزیره تسلط نداشتند تا آنکه ویکتور امانوئل دوم در سال ۱۸۷۰ رم را فتح کرد و ایتالیا را به وحدت رساند.

## حکومت‌ها
- پادشاهی ناپل (۱۲۸۲–۱۷۹۹)، (۱۷۹۹–۱۸۱۶)
- پادشاهی ساردنی (۱۷۲۰–۱۸۶۱)
- پادشاهی اتروریا (۱۸۰۱–۱۸۰۷)
- پادشاهی سیسیل (۱۱۳۰–۱۸۱۶)
- دوک‌نشین بزرگ توسکانی (۱۵۶۹–۱۸۰۱)، (۱۸۱۵–۱۸۵۹)
- دوک‌نشین پارما (۱۵۴۵–۱۸۰۲)، (۱۸۱۴–۱۸۵۹)
- دوک‌نشین میلان (۱۹۶۵–۱۷۹۷)
- دوک‌نشین لوکا (۱۸۱۵-۱۸۴۷)
- جمهوری ونیز (۶۹۷–۱۷۹۶)
- جمهوری فلورانس (۱۱۱۵–۱۵۳۲)
- جمهوری جنوا (۱۳۴۷-۱۷۶۸)
- ایالات پاپی (۷۵۴–۱۸۷۰)
- پادشاهی ایتالیا (۱۸۶۱–۱۹۴۶)